# Ferruccio Ferrazzi
Ferruccio Ferrazzi (Roma, 15 marzo 1891 – Roma, 8 dicembre 1978) è stato un pittore e scultore italiano.

## Biografia
Ferruccio nacque in via Buonarroti, figlio primogenito dello scultore Stanislao (1860-1937) e di Maria Ester Papi (1870-1945), entrambi originari di Castel Madama, paesino nelle vicinanze di Tivoli. L'anno successivo vide la luce il fratello Riccardo (1892-1969), che sarà anch'egli pittore con lo pseudonimo di Benvenuto Ferrazzi, in omaggio a Benvenuto Cellini. Nel 1896 e nel 1903 nacquero invece le sorelle Adele (o Adelaide) e Maria.
Già da bambino si avvicinò alla pittura assieme al fratellino: infatti, come Ferruccio racconterà nel 1943, «sgorbiavamo a carbone i primi san Micheli del Reni e i putti di Raffaello». Intanto aveva vissuto per tre anni a Recanati, perché il padre aveva trovato lavoro presso la famiglia Leopardi. Di ritorno nella capitale, la famiglia si stabilì in via Sette Sale, vicino alla Domus Aurea.

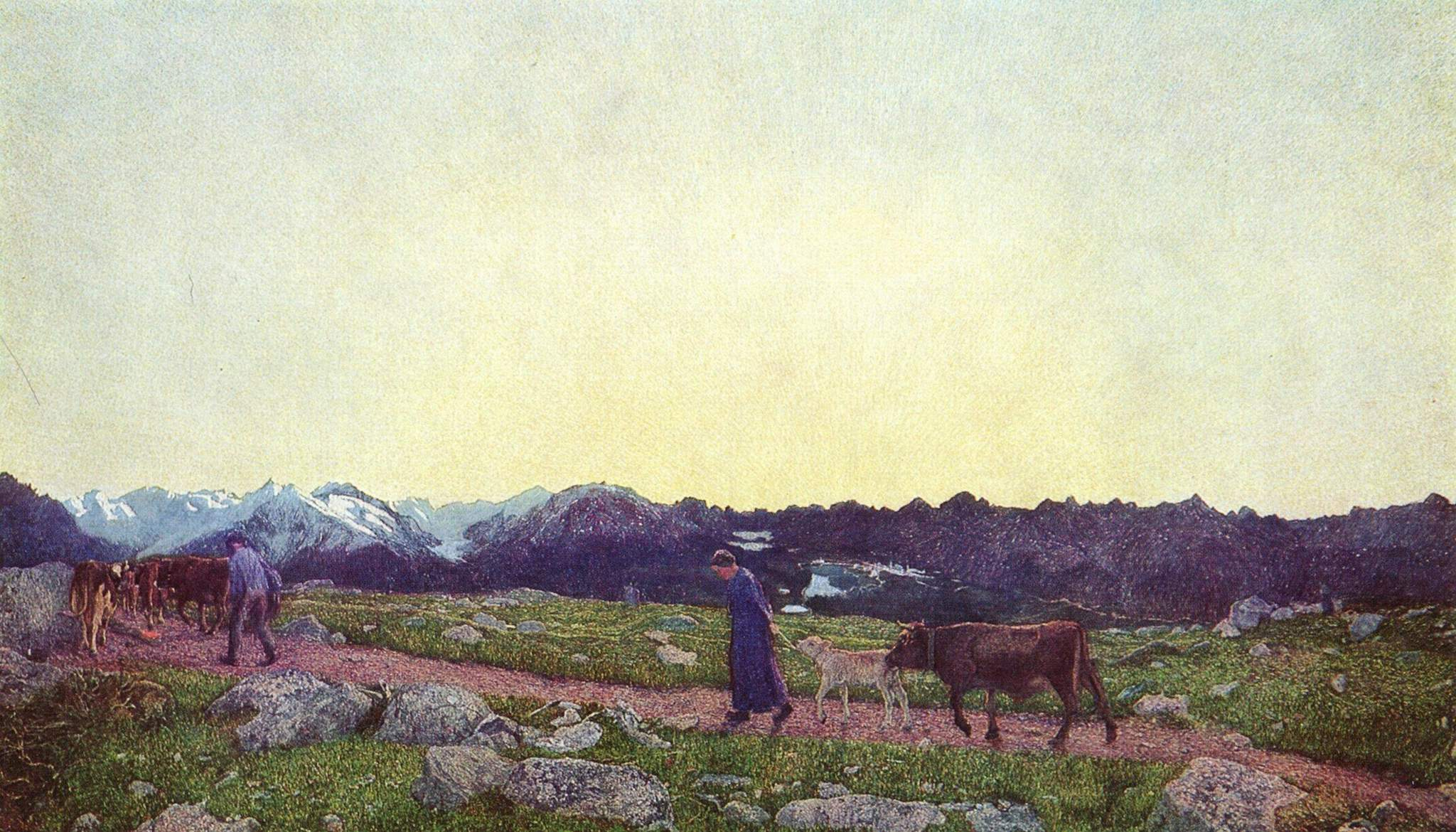
G. Segantini: La Natura

Nel 1904 frequentò lo studio di Francesco Bergamini, un allievo di Michele Cammarano. Nel 1905 si iscrisse ai corsi della Scuola Libera del Nudo, in via Ripetta, e a quelli serali dell'Accademia di Francia. Presso l'Accademia ebbe modo di conoscere personaggi importanti quali Mario Sironi e Vincenzo Costantini, e di avvicinarsi allo studio dell'opera di Luigi Serra e di Nino Costa. Il 1907 coincise con l'esposizione del primo lavoro per l'artista appena sedicenne. Si tratta di un autoritratto, andato poi perduto, presentato alla LXXVII Esposizione di Belle Arti di Roma. All'esposizione capitolina partecipò anche due anni più tardi con La calce, un quadro che rivela l'influsso di Giovanni Segantini e del divisionismo sul Ferrazzi adolescente.
È probabile che l'Autoritratto con cui esordì nel 1910 alla Biennale di Venezia - opera in cui l'artista si presenta con l'atteggiamento e l'abbigliamento di un profeta, e con un copricapo che fungerà da Leitmotiv nella sequenza di immagini di sé che andrà offrendo nel corso della propria lunga carriera artistica - richiami abbastanza da vicino quello andato perduto.
Nel 1908 aveva intanto vinto una borsa di studio quadriennale dell'Istituto Catel, che gli consentì di dedicarsi completamente all'arte. Ferrazzi venne affidato al tedesco Max Roeder, il quale lo introdusse tra i connazionali presenti nel panorama romano e tentò di avvicinarlo all'Idealismo. Furono anche anni di duro lavoro da manovale: nel 1910 il padre comprò un terreno a san Lorenzo e i figli lo aiutarono a costruire una casa che dovettero oltretutto abbandonare pochi anni dopo a causa di una causa civile.
Ferrazzi cominciava ad attirare le attenzioni del mondo dell'arte e dimostrò sin da ora di sapere attingere a più modelli, rielaborandoli in modo personale. Se la formazione sui grandi della tradizione è per lui imprescindibile sin da quando copiava «i putti di Raffaello», e se Focolare (in cui protagonista è una famiglia - altro tema chiave dell'arte ferrazziana - la cui cena è illuminata da una lampada a petrolio posta sul tavolo), opera proposta a Palazzo Bazzani nell'ambito dell'Esposizione Internazionale di Roma del 1911, continua a rivelare «quella iniziale solennità alla quale tendevo da 18 anni, quando credevo di voler seguire Segantini», non è mancato chi vi ha ravvisato «un consenso con l'apostolato popolare di Giovanni Cena».
Al 1913 risale la partecipazione alla Prima Esposizione internazionale d'arte della Secessione Romana, con Genitrice. Nel dicembre vinse il pensionato artistico nazionale, grazie al quale riuscì a procacciarsi una maggiore tranquillità economica e ad avere un proprio studio in via Ripetta. L'arte di Ferrazzi, fin lì chiusa alle influenze straniere, subisce stimoli determinanti grazie al primo viaggio all'estero, compiuto l'anno successivo con il padre.

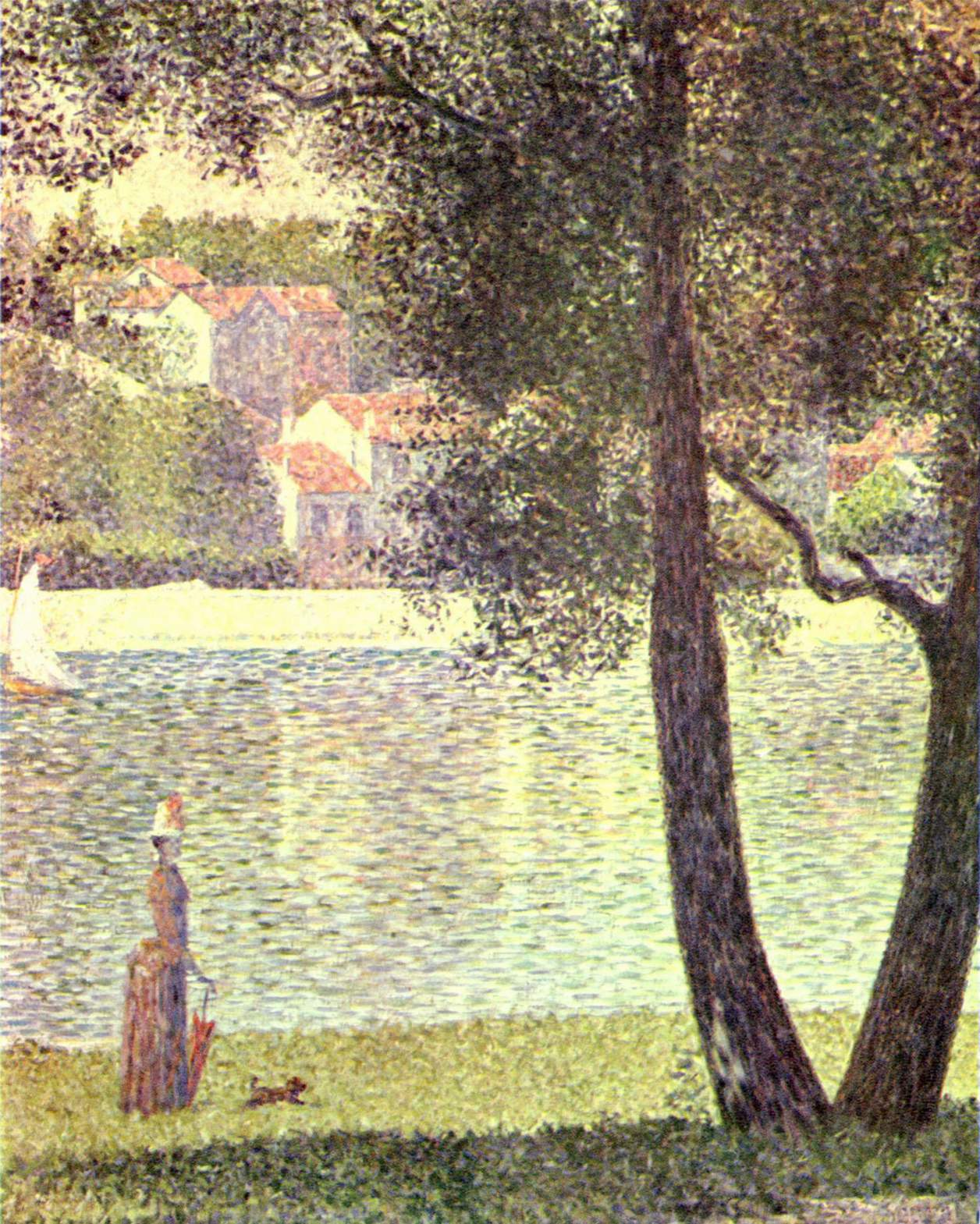
G. Seurat: La Seine à Courbevoie

Si recò infatti a Parigi, attratto dai dipinti antichi del Louvre, e, non a caso, dai lavori di Georges Seurat, che tra gli artisti francesi era il più vicino, nello stile, all'amato Segantini. A conferma di una formazione svoltasi nel solco della tradizione, lontana dalle avanguardie, si pone poi il fatto che disdegnasse nel corso dell'esperienza francese la pittura cubista e fauve, mentre andasse a vedere i quadri degli impressionisti e si appassionasse a Cézanne.
Al rientro tuttavia le cose assunsero sfumature diverse, soprattutto in seguito alla Seconda Esposizione di pittura futurista, visitata in marzo presso la Galleria Sprovieri di Roma. Alla fine dell'anno fece la conoscenza di Ubaldo Oppi, e poco dopo di Cipriano Efisio Oppo, avverso a ogni innovazione e facente poi capo alla rivista Valori plastici, che nel primo dopoguerra sarà promotrice delle esigenze di un ritorno all'ordine, dopo le innumerevoli sperimentazioni che avevano segnato l'inizio del secolo.
Ad allontanare ulteriormente la poetica ferraziana da una categoria predefinita contribuirono le immagini che vide ad Avezzano nel 1915, subito dopo il grande terremoto. Nell'Autobiografia, scritta nel 1974, il pittore ammetterà quanto quell'esperienza avesse contribuito a insinuare nella propria arte una maggiore drammaticità.
In questo periodo alternava opere di tipo futurista, come il primo abbozzo dei Caratteri della famiglia, con altre di ispirazione cézanniana. Fu all'Istituto di Musica tra il 1915 e il 1916, quando venne la volta della prima esposizione personale, ospitata presso la LXXXV Esposizione Società Amatori e Cultori di Belle Arti e summa delle diverse tendenze che operavano nell'artista. Abbiamo infatti una michelangiolesca Pietà, cui si affianca una produzione figurativa attratta dai paesaggi dell'infanzia e dal ritratto (tra cui quello di Matilde Festa, che sarebbe divenuta moglie del celebre architetto Marcello Piacentini), ma anche un primo accenno di pittura allucinata, oltre alle opere futuriste da ascrivere prevalentemente alle esigenze di un giovane autore nella temperie culturale del momento. Compare anche il prisma, quell'oggetto carico di significati che avrà un peso sempre maggiore nel percorso di Ferrazzi.
A causa della prima personale gli venne revocato il posto al Pensionato Artistico Nazionale. Nel 1917 espose alla Kunsthaus di Zurigo. Il 7 settembre 1918 fu iniziato in Massoneria nella Loggia Alto Adige di Roma. Nel 1919 espose nella Grande Esposizione Nazionale Futurista che si tenne a Milano. Espose poi a Firenze, Genova e a Mosca. Nel 1921 partecipò alla prima Biennale di Roma e nel 1923 alla Seconda Biennale.
Nel 1926 partecipò all'Exhibition of Modern Italian Art allestita al Gran Central Art Galleries di New York.
Sempre nel 1926 ricevette il Premio Carnegie. Nel 1929 diventò docente di decorazione pittorica all'Accademia di Belle Arti di Roma; tra i suoi allievi si annovera Renato Guttuso. Nel 1931 espose alla Prima Quadriennale d'Arte Nazionale di Roma. Nel 1933, pur non essendo iscritto al Partito Fascista, venne nominato Accademico d'Italia. Negli anni Trenta partecipò alla mostra sul Novecento italiano, allestita a Buenos Aires. Nel 1941 esegue due grandi encausti nella Sala del Galilei dell'Università di Padova. Nel 1943 espose in una grande personale nella Galleria di Roma. Il 1946 vide una nuova personale nella Galleria San Marco.
Partecipò successivamente a Quadriennali, Biennali e all'ultima edizione del Premio Carnegie. Nel 1951 eseguì affreschi a soggetto religioso nella basilica di Santa Rita da Cascia e nella Chiesa di Sant'Eugenio a Roma. Nel 1954 terminò il grande mosaico dell'Apocalisse sulle pareti della cripta del Mausoleo Ottolenghi ad Acqui Terme. Negli anni Cinquanta intraprese anche l'attività di scultore. Nel 1956 eseguì ad Arcumeggia l'affresco con titolo "Attesa". Ai Musei Vaticani (Collezione d'arte religiosa moderna) si conservano tre opere di Ferruccio Ferrazziː Cristo e gli Apostoli, olio su tavola, 1945; Cristo e San Paolo, olio su tela, 1965; San Paolo, mosaico, 1968-1969. Frequentò l'Accademia Salentina, presso il palazzo del Barone Girolamo Comi, dove ebbe modo di confrontarsi con Maria Corti ed altri artisti e letterati del sud Italia.

## Ferruccio Ferrazzi nei musei
- Museo Novecento di Firenze
- Museo Casa Natale di Michelangelo Buonarroti di Caprese Michelangelo, Arezzo